# Gunhildkorset
Gunhildkorset (danska: Gunhildkorset) är ett krucifix av valrosselfenben från mitten av 1100-talet. Korset har uppkallats efter sin första ägare Gunhild, en av den danska kungen Sven Grates döttrar. Krucifixet har inskriptioner såväl med runskrift som på latin och ingår i Nationalmuseets samlingar i Köpenhamn.

## Historik
Krucifixet tros vara tillverkat cirka år 1150. Enligt en inskription på krucifixet är det gjort av en hantverkare vid namn Luitger till en kvinna som heter Helena, men som även kallas Gunnhildr (Gunhild). Tidigare har denna Gunhild antagits ha varit den danske kungen Sven Estridssons dotter, men utifrån Harald Langbergs forskning anses hon numera ha varit dotter till den danske kungen Sven Grate. Det är inte känt om hantverkaren Luitger utfört något annat betydelsefullt konsthantverk eller dylikt.
Gunhildkorset omnämns för första gången i skriftliga källor år 1650 och antas vid den tidpunkten ha tillhört den danske adelsmannen Holger Rosenkrantz hustru Sophie Axelsdatter Brahe. Krucifixet förvärvades 1684 av kungliga kuriosakabinettet i Danmark, och 1845 donerades det till Nationalmuseet i Köpenhamn, vars samlingar det sedan dess tillhört.

## Runinskrift
DR 413 (Danmarks runeindskrifter 413) består bara av namnet Gunhild, den är inristad med fina stek i kanten av den nedre medaljongen. Den latinska texten är skriven med bredare versaler med flera ligaturer och förkortningar.
Translitterering av runraden:
§C gun(h)ild ¶
Normalisering till latin:
§C Gunhild
Översättning till nusvenska:
Gunhild

## Beskrivning

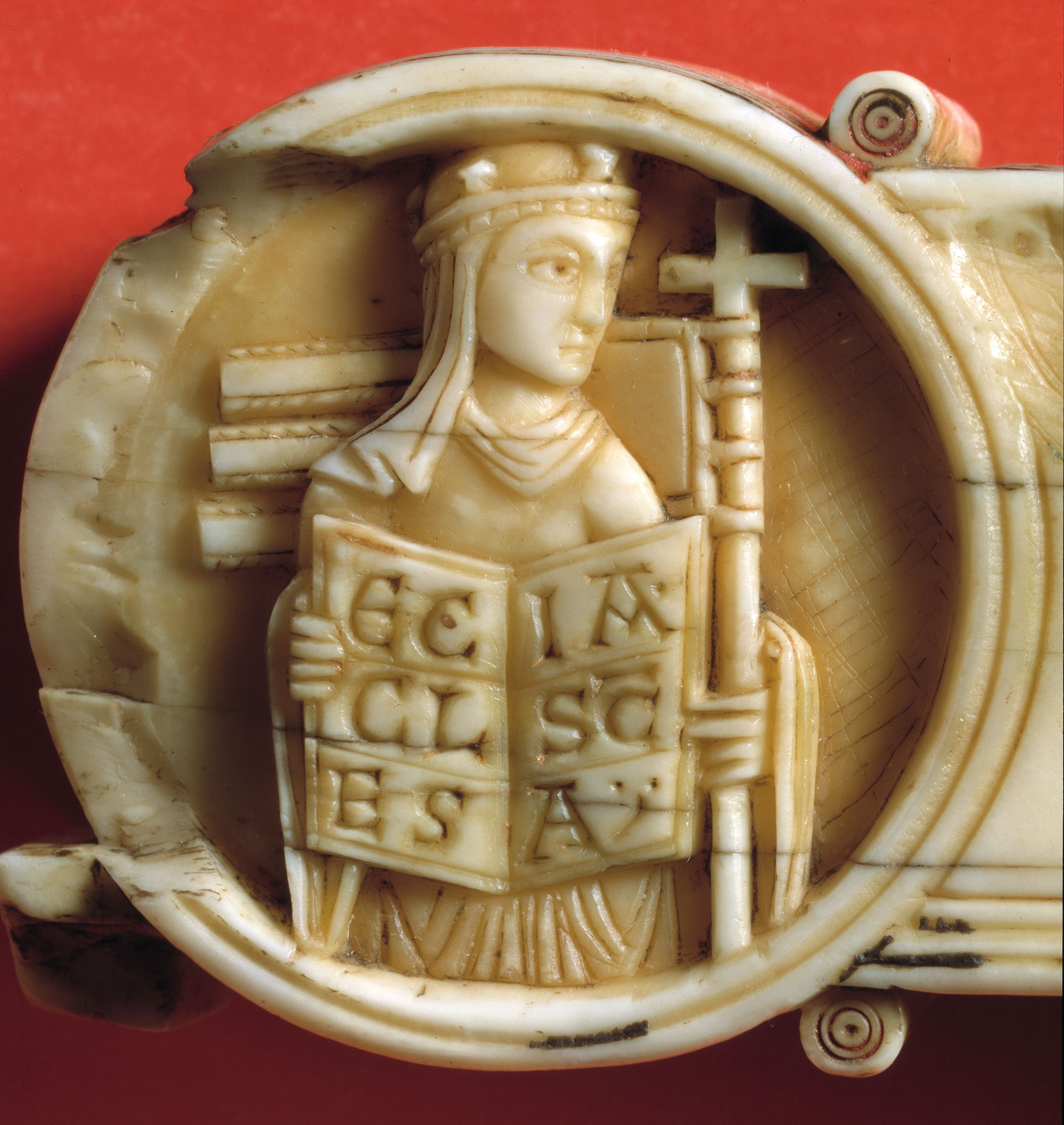
Detalj av Gunhildkorset.

Gunhildkorset är karvat från två valrossbetar, och har de ungefärliga måtten 29 x 22 x 2,5 cm.
På krucifixets framsida har det funnits en Jesussymbol. De fyra armarna är utformade som medaljonger med kvinnofigurer som symboliserar livet (överst), döden (nederst) samt den segrande kyrkan (till vänster) och den slagna synagogan (till höger). Krucifixets baksida är i mitten dekorerad med en avbild av Majestas Domini. De fyra armarnas medaljonger föreställer här himmelriket (överst), helvetet (nederst), de frälsta själarna (vänster) och de fördömda själarna (höger).